# Tanya Thai McBride
Tanya Thai McBride (San Luis, Misuri, 18 de julio de 1962) es una actriz estadounidense.

## Carrera
Se hizo mayormente conocida en la serie televisa de la NBC, Chicago P.D.; la serie fue rodada en septiembre de 2013 por Michael Brandt; Tanya interpretó a Trauma Nurse. Ella coprotagonizó junto a Jason Beghe, Jon Seda, Sophia Bush, Jesse Lee Soffer, y Patrick Flueger.

## Filmografía
1. Chicago P.D. - Trauma Nurse (2013)
2. Apocalipsis – Abira (2014)